# La Jolie Fille de Perth
Cet article concerne un roman. Pour l'opéra qui s'en inspire, voir La Jolie Fille de Perth (opéra).
La Jolie Fille de Perth ou le Jour de Saint-Valentin (St. Valentine's Day; or, The Fair Maid of Perth) est un roman historique de l'auteur écossais Walter Scott, paru le 15 mai 1828 sous la signature « par l'auteur de Waverley ». Il constitue la seconde série des Chroniques de la Canongate.
L'histoire se déroule en Écosse, principalement à Perth, en 1402. La période est d'une violence extrême.
La plus jolie fille de « la jolie ville » est convoitée par le prince héritier, par un forgeron belliqueux et par un chef de clan. Elle se trouve précipitée au cœur des tempêtes que provoquent les rivalités amoureuses, les ambitions politiques et les persécutions qui commencent à s'abattre sur les précurseurs de la Réforme. Le roman est une réflexion sur les rapports que chacun entretient avec la violence en période troublée : un roi ferme ou bienveillant, mais à contretemps ; des nobles dénaturés qui trahissent, ou qui assassinent un parent ; des religieux qui, par cupidité, conduisent leurs riches fidèles au bûcher ; deux clans qui s'entre-tuent depuis un siècle ; un bourgeois pacifique, mais capable de combattre bravement quand les circonstances l'exigent…
Le roman est une des plus belles réussites de la période tardive de Scott. Il inspire à Georges Bizet l'opéra La Jolie Fille de Perth, créé en 1867.

## Genèse

### Contexte éditorial
La première série des Chroniques de la Canongate paraît le 30 octobre 1827. Le 29 novembre, un contrat est signé avec l'éditeur pour une seconde série. Elle doit, comme la première, être composée d'histoires courtes. Le 3 décembre, Scott a écrit l'introduction du narrateur fictif Chrystal Croftangry, ainsi que deux nouvelles : Le Miroir de ma tante Marguerite et La Chambre tapissée.
Il réfléchit alors à un troisième récit court. Il se base sur l'affrontement de deux clans, qui eut lieu en champ clos, à Perth, en 1396. Scott est intéressé par le fait qu'un des combattants a pris la fuite. Il imagine un homme timoré qui, galvanisé par le sens de l'honneur ou par la jalousie, parvient jusqu'à un certain point à surmonter sa peur. Celle-ci finit tout de même par s'emparer de lui. Scott voit là une situation particulièrement tragique. Le personnage d'Eachin est donc le point de départ du récit.

### Écriture
Scott commence à écrire le 7 décembre. Le 11, ses éditeurs écossais Cadell (en) et Ballantyne (en), échaudés par les ventes modestes de la première série, se disent mécontents de ce que Scott vient de leur soumettre : le récit introductif de Croftangry et les deux premières nouvelles de la deuxième série.
Scott reconnaît que son inspiration s'étiole, et qu'il devrait marquer une pause. Pourtant, depuis la faillite de son ancien éditeur Constable, sa propre situation financière ne lui accorde aucun repos. Après quelques jours de réflexion, il annonce qu'il délaisse « le jeu perdant » de l'écriture romanesque pour explorer « un autre domaine de littérature ».
Épouvantés, Cadell et Ballantyne parviennent à l'amener à un compromis. L'introduction de Croftangry va être raccourcie. Le Miroir de ma tante Marguerite et La Chambre tapissée ne seront pas publiées. Le récit court sur le combat des clans va devenir un roman en trois volumes. Le 15 décembre, Scott se remet au travail. Au thème initial du combat des clans et de la couardise d'Eachin vient se mêler la romance entre Smith et Catherine. Des personnages historiques comme le duc de Rothsay apparaissent. Scott termine La Jolie Fille de Perth le 29 mars 1828.
L'auteur renonce dans ce livre aux dialogues en scots qui parsèment nombre de ses romans. Il n'a pas grande connaissance de la langue parlée en 1402, et, quand bien même serait-il capable de la restituer, le lecteur aurait de grandes difficultés à comprendre.

### Publication
La seconde série des Chronicles of the Canongate  (Chroniques de la Canongate) est constituée du seul roman St. Valentine's Day; or, The Fair Maid of Perth (La Jolie Fille de Perth ou le Jour de Saint-Valentin). Celui-ci paraît en trois volumes sous la signature « par l'auteur de Waverley », le 15 mai 1828 :
- à Édimbourg, chez Cadell and Co. ;
- à Londres, chez Simpkin and Marshall[1].

Les deux nouvelles refusées, Le Miroir de ma tante Marguerite et La Chambre tapissée, sont publiées en décembre 1828 chez un autre éditeur, dans The Keepsake for 1829, livre luxueux à offrir pour les fêtes de Noël. Elles sont accompagnées d'une troisième nouvelle, La Mort du Laird's Jock, que Scott écrit spécialement pour The Keepsake. Ces trois récits sont désignés sous le nom de Keepsake Stories.
En 1831, dans l'édition Magnum Opus de ses œuvres romanesques, Walter Scott écrit une préface pour La Jolie Fille de Perth. Il y apporte des précisions sur le fondement historique du combat des clans.

## Dates historiques et dates du récit
Le récit se déroule dans la très violente période de la fin de règne du faible Robert III. Le pouvoir est entre les mains de son frère (le duc d'Albany) et de son fils (le duc de Rothesay). Ce dernier, dans le roman, a 23 ans, ce qui situe l'action en 1402. Mais, pour gagner en intensité dramatique, Scott groupe en six semaines des événements qui se sont en fait produits sur plusieurs années…

### Désordres guerriers et politiques

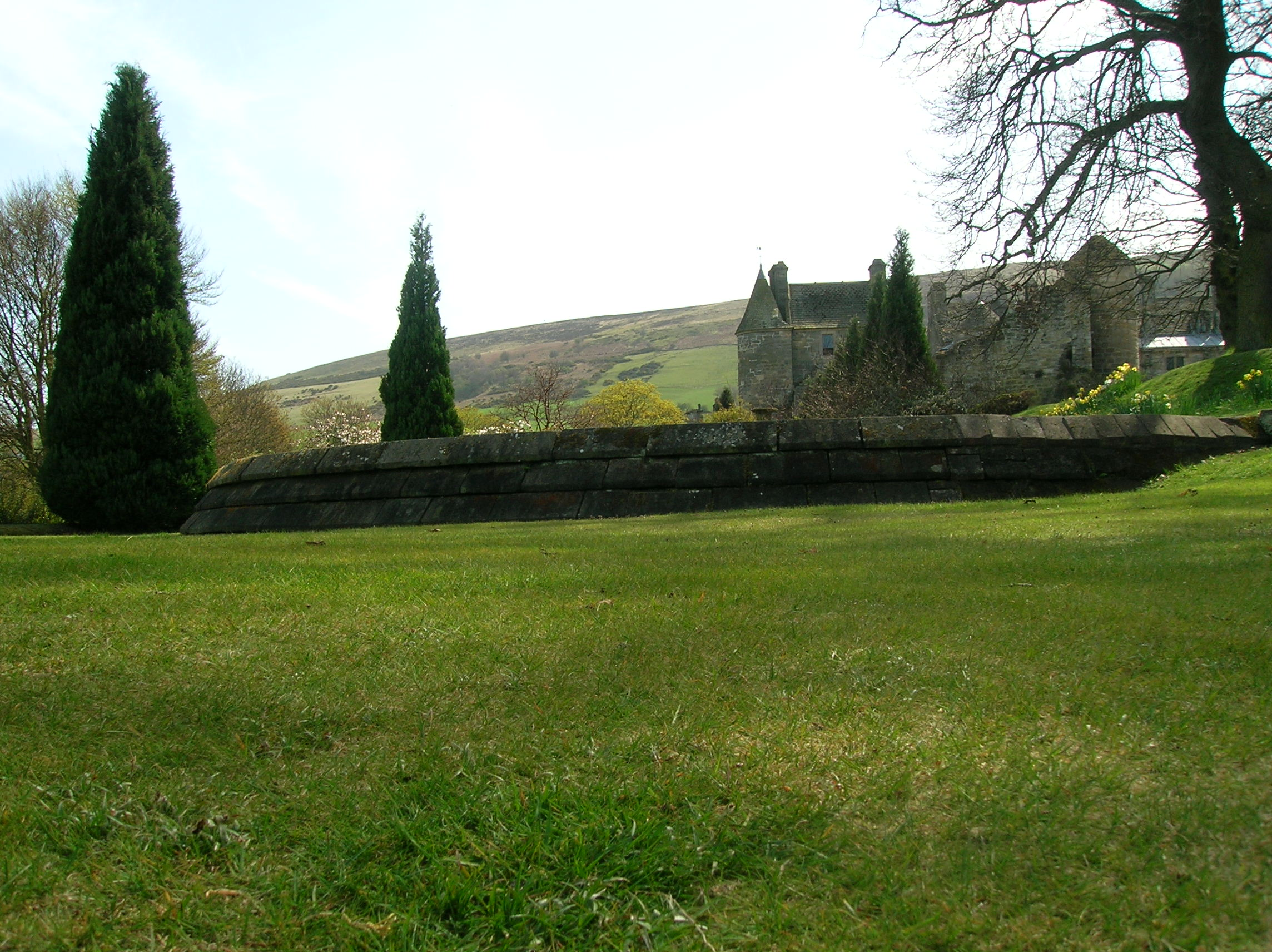
Site de l'ancien château de Falkland : emplacement de la Well Tower, où fut enfermé le duc de Rothesay. En arrière-plan, le palais du XVIe siècle.

En 1396, est organisé à Perth le combat des Clans (en). Sous le regard du roi et de la cour, 30 guerriers d'un clan sont opposés en un combat à outrance à 30 guerriers d'un autre clan. Des historiens supposent qu'il s'agit du clan Chattan et du clan Cameron,.
En février 1400, les Anglais tentent d'envahir le pays. Ils sont menés par Henry « Hotspur » Percy, allié du comte écossais de March. Ce dernier est ulcéré de ce que la fille d'Archibald Douglas le Sinistre ait été préférée à sa propre fille pour épouser Rothesay. Le fils d'Archibald le Sinistre surprend l'ennemi près d'East Linton, et le repousse.
En 1402, le jeune duc de Rothesay (Rothsay, dans le roman) meurt dans des circonstances plus que troublantes dans la Well Tower du château de Falkland. Suspectés d'avoir ordonné le meurtre, le duc d'Albany et le fils d'Archibald le Sinistre sont finalement blanchis.

### Précurseurs de la Réforme
En 1382, un tribunal ecclésiastique anglais condamne comme hérétique le réformateur anglais John Wyclif. Celui-ci meurt deux ans plus tard. Son enseignement est répandu par ses disciples, les lollards. En 1399, toujours en Angleterre, une vague de répression se déchaîne contre eux. En 1401, le prêtre londonien William Sawtrey, réformateur, est brûlé vif.
En Écosse, les bûchers ne s'allument qu'en 1408.
Dans le livre de Scott, la ville de Perth compte déjà sous Robert III un monastère de chartreux. En réalité, ce n'est qu'en 1429 qu'un prieuré cartusien, The Chaterhouse, est fondé à Perth par le roi Jacques Ier. Il est le seul monastère de cet ordre en Écosse durant la préréforme.

## Lieux du récit

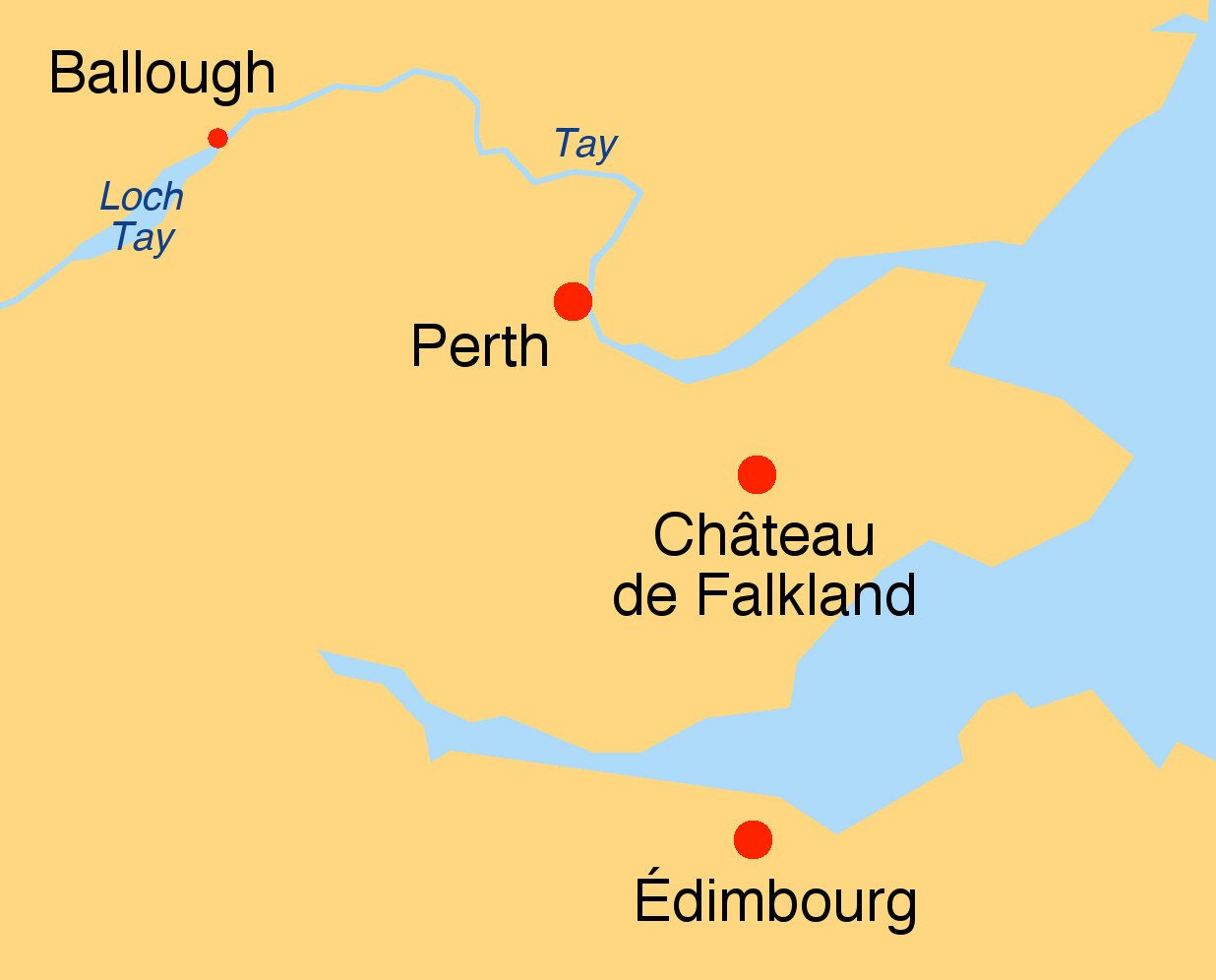
Les lieux du récit, dans l'est de l'Écosse.

Le récit se déroule dans l'est de l'Écosse, principalement à Perth, « la belle ville » (The Fair City). Perth se trouve à 70 kilomètres au nord d'Édimbourg. Au Moyen Âge, l'Écosse n'a pas de capitale, les souverains se déplacent beaucoup, et Perth est leur résidence favorite. Dans le roman, Robert III est logé avec sa suite dans le monastère des dominicains (en), fondé en 1231. Son fils Jacques Ier sera assassiné dans ce monastère, en 1437.
Scott attribue à Simon Glover une maison qui est aujourd'hui la plus ancienne de Perth. Elle n'est cependant pas contemporaine du récit, puisqu'elle date de 1475 environ. Elle est le siège au XVIIe siècle de la corporation des gantiers (métier qu'exerce Simon Glover). Elle est maintenant appelée « la maison de la jolie fille » (The Fair Maid's House).
Simon Glover se réfugie dans les monts Grampians à une soixantaine de kilomètres au nord-ouest de Perth, à Ballough, endroit où le fleuve Tay sort du loch du même nom. Le lieu-dit Ballough, ou Balloch — du gaélique bealach (défilé) — devient un petit village au XVIe siècle. Il s'appelle à présent Kenmore (en).
Catherine Glover se réfugie au château de Falkland, lieu historique de la mort en 1402 de David Stuart, duc de Rothesay. Le château se situe dans le Fife, à neuf kilomètres au nord de Glenrothes. Au XVIe siècle, Jacques IV et Jacques V font construire tout près un palais. Du château du XIIIe siècle, il ne reste plus que quelques fondations. On peut voir l'emplacement de la Well Tower, où le duc de Rothesay était emprisonné.
Le combat des clans a lieu sous les murs nord de Perth, sur la rive droite du Tay, dans la plaine de North Inch (en), qui est aujourd'hui un parc public.

## Résumé

### Assaut d'une maison bourgeoise

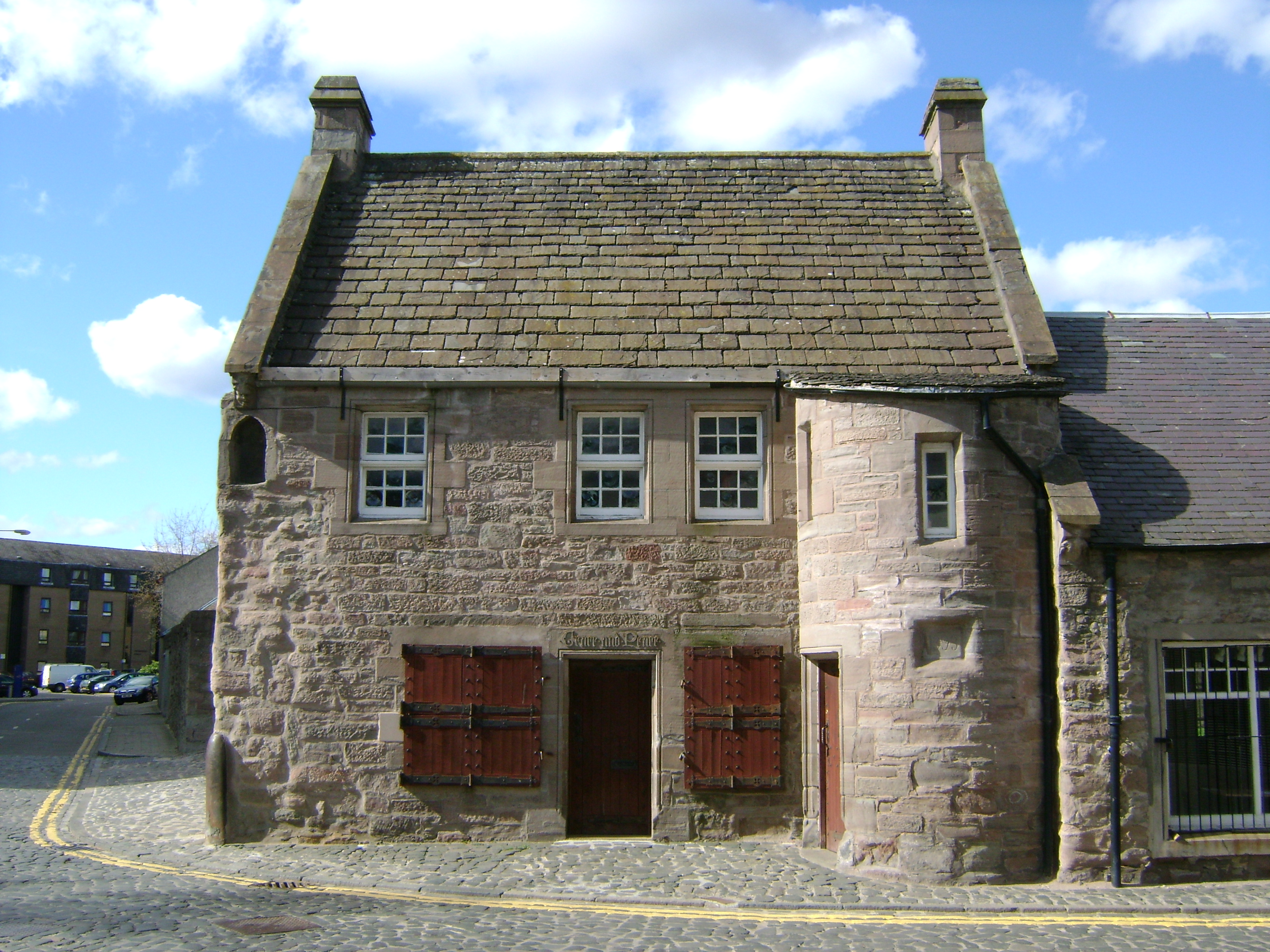
La plus ancienne maison de Perth, bâtie vers 1475. Scott en fait la demeure de Catherine Glover.

En pleine nuit, aidé de cinq compagnons armés, le fils du roi, le duc de Rothsay, tente d'enlever une bourgeoise, Catherine Glover, la plus jolie fille de Perth. Surgit un autre prétendant de Catherine, le bouillant forgeron Henry Smith, qui met la bande en déroute. Dans la bagarre, il a tranché la main de sir John Ramorny, grand écuyer du prince.
S'il a la faveur du père de Catherine, Henry Smith n'est pas assuré de gagner le cœur de la douce jeune fille. Celle-ci lui reproche un tempérament trop querelleur. Du reste, elle ne paraît pas insensible au charme de Conachar, un Highlander, l'apprenti de son père.

### Pays en proie à la violence
Le roi, qui réside alors dans le monastère des dominicains de Perth (en), apprend toute une série de mauvaises nouvelles. Car sa faiblesse permet aux ambitions, aux jalousies, aux convoitises, aux mépris, aux rancunes de s'exacerber et de devenir moteurs de violence : « Le démon du carnage est déchaîné sur tout le pays. » Ainsi, des batailles sanglantes menacent d'opposer deux clans des Highlands.
Et les dominicains avides obtiennent du roi une enquête visant « les hérétiques », c'est-à-dire les réformateurs, à qui ils attribuent tous les tumultes, tous les désordres : le roi accepte de nommer une commission pour les faire arrêter et les juger.
Par ailleurs, il a du mal à contenir l'ambition des deux plus remuants seigneurs de son royaume, le comte de Douglas et le comte de March. Emporté par son ressentiment envers Douglas, ce dernier va jusqu'à ouvrir la frontière aux Anglais.
Quant à Rothsay, le jeune prince, il fait tout pour exciter la haine que lui portent deux personnages extrêmement puissants : son oncle le duc d'Albany et le comte de Douglas. Enfin, son expédition nocturne a déclenché un début d'émeute bourgeoise contre les nobles. Le roi se montre indulgent envers son fils, mais exige qu'il chasse Ramorny, son favori.

### Meurtre d'Oliver Proudfute

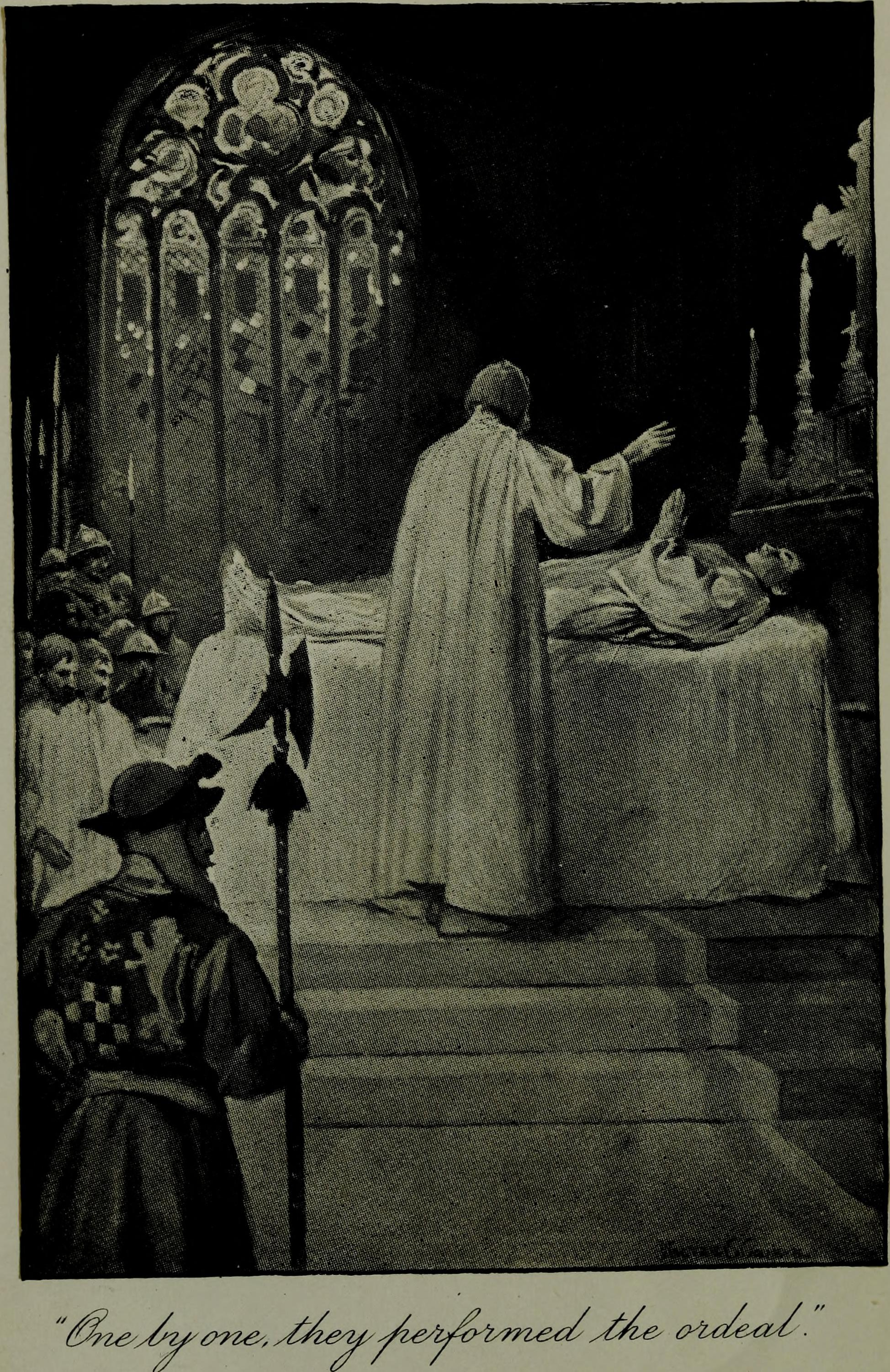
L'épreuve du « droit de cercueil ».

Le forgeron Henry Smith s'est fait un dangereux ennemi en la personne de l'apothicaire Dwining, qu'il accable de mépris et d'injures. Si Ramorny dédaigne de se venger de celui qui l'a mutilé parce qu'il n'est qu'un artisan, Dwining a la rancune plus tenace. Il convainc Ramorny de faire assassiner le forgeron. Mais le séide de Ramorny chargé du meurtre tue par erreur un innocent bonnetier.
Le prince produit un témoignage qui exonère Ramorny lui-même. Il tient cependant à préciser que le crime peut avoir été commis par des gens de la maison de Ramorny. Ces derniers sont alors soumis à une épreuve de jugement de Dieu, appelée « droit de cercueil » : le cadavre saignera pour désigner le coupable. L'assassin, Bonthron, refuse de s'approcher du cercueil. Il doit donc rencontrer en combat judiciaire (à la hache) Henry Smith, champion désigné par la veuve du bonnetier. Vaincu par Smith, l'assassin va être exécuté. Auparavant, il tient à se venger du prince héritier, à qui il garde rancune pour des propos méprisants. Il le désigne comme l'instigateur du crime — ce qui est totalement faux — et comme présent physiquement dans l'assaut de la chambre de Catherine — ce qui est vrai.
À ces déclarations, les bourgeois grondent et s'agitent. Ils sont las de faire les frais des dérèglements des nobles. Le duc d'Albany, ambitieux frère du roi, bondit sur l'occasion pour mettre le prince héritier à l'écart : celui-ci est assigné à résidence chez le grand connétable.

### Poursuites contre les réformateurs
Catherine et son père sont obligés de fuir la ville, car ils sont suspects d'hérésie et risquent le bûcher. Catherine doit être bientôt mise en sécurité au château de Falkland, sous la protection de lady Marjory, fille du comte de Douglas ; tandis que son père, Simon Glover, trouve refuge dans les montagnes, sur les bords du loch Tay. Il y rencontre le nouveau chef du clan Quhele, Eachin MacIan. Ce dernier n'est autre que Conachar, son ancien apprenti, et l'un des amoureux de Catherine.
Pour éviter un embrasement général des Highlands, le roi accepte que le différend vieux d'un siècle entre les clans Quhele et Chattan soit réglé par un combat à outrance, en champ clos, à Perth, entre 30 guerriers d'un clan et 30 guerriers de l'autre. Effrayé par cette perspective, Eachin avoue à son père nourricier qu'il est un lâche. Il accepte un lamentable arrangement pour éviter de figurer à la tête de ses 29 hommes : le plus jeune guerrier du clan Chattan va fuir à la veille du combat en compagnie de son amoureuse du clan Quhele, et l'on rétablira l'équilibre en dispensant Eachin de se battre.
Cependant, le comte de Douglas est de retour à Perth, après avoir repoussé la tentative d'invasion anglaise. Arrivant avec 5 000 hommes, il est décidé à faire cesser les désordres. Bien qu'allié du duc d'Albany (lui-même ligué au clergé), Douglas voit d'un mauvais œil les prétentions excessives des religieux. Il obtient du roi l'arrêt des poursuites contre les réformateurs.

### Assassinat de Rothsay
Par un concours de circonstances, lady Marjory, désignée comme protectrice de Catherine, a quitté le château de Falkland juste avant que Catherine n'y arrive. Ramorny convainc le prince de s'y rendre pour profiter de l'aubaine. Il s'agit d'un piège : Catherine est bien là, mais le prince est jeté dans un cachot par Ramorny, qui l'y abandonne plusieurs jours sans nourriture, puis précipite sa fin. Ramorny agit à la fois par vengeance personnelle envers le prince et parce que le duc d'Albany lui a promis un comté.
Prévenu par Catherine, le comte de Douglas, nouveau lieutenant général du royaume, arrive sur les lieux. Allié du duc d'Albany, il n'est cependant pas complice du crime (il était convenu avec Albany d'écarter le prince du pouvoir — pas de le tuer). Il soupçonne fortement le duc. Mais, pour protéger ses propres intérêts, il étouffe l'affaire en faisant pendre Ramorny de manière expéditive — tout en organisant en parallèle un simulacre de procès où la sentence est rendue après l'exécution.

### Combat des Clans

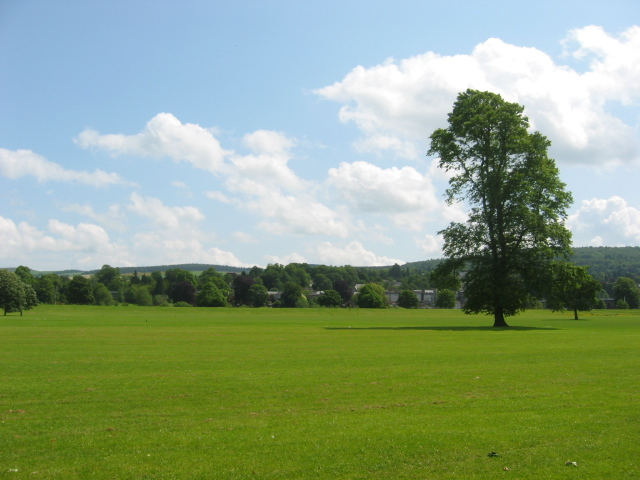
North Inch, à Perth, où a lieu le combat des Clans.

À Perth, trois jours avant le combat des Clans (en), le forgeron Henry Smith est abusé par une fausse nouvelle : Catherine, lui dit-on, est dans les montagnes, auprès de son prétendant Eachin. La jalousie de Smith vis-à-vis de ce rival se transforme en fureur.
Le jour du combat, le camp Chattan compte comme prévu un guerrier de moins. Mais le second du clan s'oppose à ce que le chef adverse, Eachin, soit dispensé du carnage. Smith, pour pouvoir en découdre avec son rival, se porte volontaire et complète le camp Chattan.
Contre toute attente, Eachin trouve en lui-même suffisamment de ressources pour combattre avec courage. Mais tous ses compagnons, son père nourricier et ses huit frères de lait meurent un à un pour le couvrir. Lorsqu'il se retrouve seul et qu'il voit le formidable Smith se porter à sa rencontre, il fuit et se jette dans le Tay, qui délimite la lice.

### Dénouement
Ce n'est qu'après le combat que le roi apprend l'assassinat de son fils. Il devine que l'ordre en a été donné par son propre frère, le duc d'Albany, qui convoite le trône. Le roi envisage d'abord de faire exécuter son frère. Il ne peut s'y résoudre. Il choisit finalement de se réfugier à Rothsay pour y mettre en sécurité son second fils, Jacques, devenu prince héritier par la mort de l'aîné.
Eachin, déshonoré par sa fuite, reprend pied sur une rive, en aval de Perth. Il revoit Catherine, et met fin à ses jours.
Catherine finit par pardonner à Smith son tempérament batailleur. Elle estime que, dans l'âge violent où ils vivent, le courage permet d'éviter des catastrophes. Smith promet cependant de ne plus tirer l'épée que contre les ennemis de l'Écosse. Quant à Simon Glover, il distribue de l'or aux quatre monastères de Perth pour que ni lui ni sa fille ne soient plus suspectés d'hérésie.

## Personnages
- Catherine Glover, la plus belle fille de Perth et des environs. Douce et bonne, mais pieuse et réservée. Fière, timide, rigide sur les convenances. Prête une oreille attentive à l'enseignement du père Clement, un réformateur.
- Simon, dit « Glover », 60 ans, riche gantier de Curfew Street, père de Catherine. Il se fournit en peaux chez les Highlanders. Il a rendu un grand service au chef du clan Quhele, et bénéficie donc de la protection de celui-ci. Ses innocentes railleries verre en main, dénonçant les petits écarts de membres du clergé, ne lui valaient jusqu'ici que de légères amendes de la part de ses confesseurs. Maintenant que le roi permet d'inquiéter les suspects d'hérésie, les biens de Simon excitent la convoitise des religieux, et il risque le bûcher[25]. Il est tout disposé à la contrition, « comme un chien que son maître rappelle », afin de retrouver sa vie tranquille d'artisan.
- Conachar, 18 ans, Highlander, apprenti de Simon Glover. N'a pas tout à fait l'esprit indomptable des montagnards. Chaud comme le feu, mais pas plus de solidité que l'eau. Un caractère irritable, de vives étincelles d'orgueil et de colère, mais que la résolution n'accompagne pas. « Plus disposé à se quereller qu'à se battre » : moralement brave, il n'a pas le courage physique. S'est lui-même persuadé qu'il est un lâche. Simon Glover estime qu'une fois familiarisé avec le danger, il deviendra un honorable guerrier. Ce modeste apprenti est en réalité le présomptueux et fier Ian Eachin MacIan, fils du chef du clan Quhele. Il devient chef à la mort de son père.
- Dorothée « Glover », vieille servante de Simon Glover. Ridée, voûtée, « squelette vivant à qui il ne reste pas une dent ». Bonne créature, fidèle et même affectionnée.

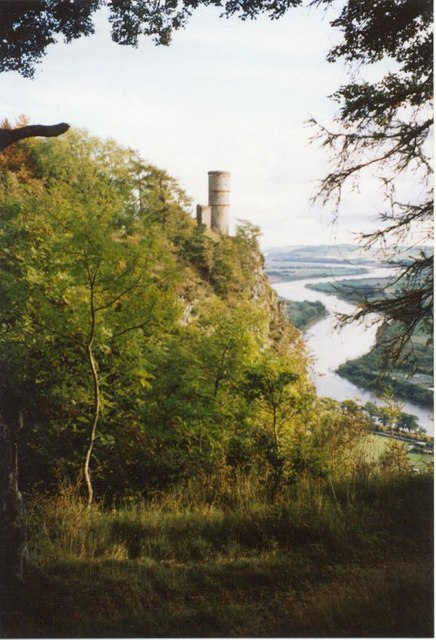
Le mont Kinnoul, au pied duquel Catherine rencontre en secret le père Clement. Dans la vallée coule le Tay.

- Henry, dit « Gow », ou « Smith » (ces deux noms exprimant sa profession, celle de forgeron), ou encore Henry « du Wynd » (nom de son quartier), ou Gow Chrom (le forgeron aux jambes torses), 28 ans environ. « Homme le plus fort, le plus hardi, le plus habile à manier l'épée qu'il y ait dans la ville de Perth et dans les environs. » Coureur de jupons repenti. Riche. Audacieux, résolu, franc, joyeux, mais timide. Excellent danseur et chanteur. Poète à ses heures. Se considère comme le bourgeois le plus paisible de Perth. De fait, il est bon et simple comme un enfant, il a un caractère plein d'imagination et d'enthousiasme, mais il est un incorrigible et redoutable querelleur. Selon la tradition, un artisan de ce nom aurait participé au combat des Clans (en) — non pour une raison de rivalité amoureuse, mais par appât du gain[26].
- Père Clement Blair, chartreux. Réformateur, il souhaite supplanter les dominicains dans la faveur royale. Pour cela, il veut faire de Catherine la maîtresse — voire l'épouse — de l'héritier du trône[27]. Égaré dans un pays où la loi ne protège pas les personnes et où celles-ci doivent avoir le courage de se défendre elles-mêmes[28], il prêche la paix et le pardon des injures. Regarde l'épreuve du jugement de Dieu comme une insulte à la divinité. Critique depuis longtemps le gouvernement désastreux des nobles. Ses supérieurs l'ont laissé faire, tant qu'il ne s'en prenait qu'aux laïcs. Mais, à présent qu'il dénonce la corruption du clergé, qu'il reproche aux hommes d'Église une soif de richesses et un empire usurpé sur les consciences, les chartreux se joignent aux dominicains pour le faire taxer de sept chefs d'hérésie et le vouer au bûcher[29].
- Le vieux père Francis, dominicain, confesseur « officiel » de Catherine. Il n'est qu'une couverture, servant à détourner l'attention du fait que Catherine a pour véritable directeur de conscience le père Clement. Mais la jeune fille, abusée par la douceur du père Francis, s'ouvre à lui de façon imprudente. Il la fait coucher, ainsi que son père, sur la liste des suspects d'hérésie[30].
- Oliver, dit « Proudfute », bonnetier. Aime à s'amuser, et dépense beaucoup. Pauvre diable simple, d'inclinations pacifiques, qui se donne bien du mal pour passer pour un batailleur. Imite les gestes et la démarche de Smith. Petit fanfaron ridicule, il pousse en avant sa poitrine « comme celle d'un poulet prêt à mettre à la broche ». Il « se donne les airs d'un dragon pour cacher sa poltronnerie », mais n'a d'autre tort que de se vanter à tout propos. Selon Smith, il ne fait de mal à personne. D'ailleurs, il n'a pas plus d'ennemis que le poussin qui vient de naître.
- Maudie (Madeleine) Proudfute, épouse d'Oliver. Dédaigneuse envers ceux qu'elle considère d'un rang et d'une fortune au-dessous des siens.
- Maître Henbane Dwining, apothicaire. Il a étudié chez les Maures de Grenade et d'Arabie. « Pauvre nain maigre et hideux[31] », humble, timide, circonspect. Un air soumis et rampant, des manières craintives, « pour voiler son caractère dangereux ». Il cède le côté du mur à tous ceux qu'il rencontre, ôte son bonnet devant le plus mince bourgeois et même devant le plus simple artisan. Mais c'est un orgueilleux, qui sent que son esprit et ses connaissances l'élèvent bien au-dessus des nobles grossiers. Objet du mépris de Ramorny, il considère ce dernier — dominé par de vils préjugés et par la crainte de Dieu — comme une sorte de brute que la nature lui a assignée « à titre de serf pour travailler à lui procurer de l'or[32] ». Quant aux religions, elles ne sont pour lui que « fraudes sacerdotales[32] ». Et il ne voit dans le commerce des indulgences qu'un encouragement à de nouveaux crimes[33]. Il nourrit une solide rancune à l'égard des bourgeois de la ville, qui n'ont pas voulu de lui pour magistrat. À défaut d'une conscience très délicate, il a de la raison et du jugement. Cupide, égoïste, subtil, méchant, curieux et médisant. Une ironie méprisante. Prend plaisir à contempler la souffrance. « Aime à faire le mal plus qu'il ne craint le danger. » Bien qu'avare, il lui arrive d'exercer libéralement, par vanité et par amour de l'art. Il ressent ensuite comme une trouble satisfaction d'avoir fait le bien. Sachant écrire, il est un habile faussaire.
- Sir Patrice Charteris, seigneur de Kinfauns, prévôt des citoyens de Perth. Descendant du « Corsaire rouge », le Français Thomas de Longueville[34], compagnon de William Wallace. Excellent homme, faisant sonner bien haut sa chevalerie. D'un naturel franc et jovial, il se donne des airs guindés quand il remplit les fonctions de magistrat.

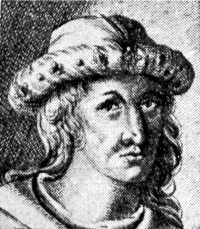
d'Écosse.

- Dik du Diable, de Hellgart, dans l'Annandale. Écuyer du laird de Wamphray. Sinistre, méprisant, farouche, violent, sauvage. Pillard cupide.
- Père Anselme, prieur du monastère Saint-Dominique, 40 à 50 ans. Hôte, confesseur, secrétaire et conseiller du roi. Vif, intelligent, un air naturellement hautain. Croyant sincère, fidèle à des règles de morale. Autoritaire, mais rien de bas ni de sordide dans le caractère. Les défauts qui l'entraînent dans des erreurs funestes, voire dans la cruauté, sont imputables « à son siècle et à sa profession[35] » ; ses vertus lui appartiennent en propre.
- John, roi sous le nom de Robert III. Faible, timoré, mais bienveillant, juste, clément. D'esprit flexible, il se laisse ballotter par les courants contraires. Il n'est qu'un miroir : n'ayant pas de propre lumière, il se contente de réfléchir celle que l'instant lui propose. « Caméléon », instable, il réfléchit la couleur de l'âme la plus ferme dont il vient de subir l'ascendant : après avoir été un père indulgent, il devient sévère et même cruel ; frère confiant, il devient méfiant ; souverain doux et bon, il se montre tyran jaloux et intéressé. Ses intentions sont excellentes, mais ses résolutions chancelantes. Son âme timide et superstitieuse est tourmentée par les erreurs qu'il a commises, déchirée par la crainte de mal faire. Personnage historique.
- Duc de Rothsay (David Stuart, duc de Rothesay, personnage historique[36]), 23 ans, fils du roi, héritier de la couronne, gendre du comte de Douglas. Du jugement, de la vivacité, de la finesse, de la capacité pour les affaires, mais tête légère et main faible. Inconsidéré, dissolu, infatué, d'humeur fantasque. De bouillants caprices d'enfant. Aime l'autorité, mais moins que le plaisir. Scandalise le pays par ses mœurs licencieuses, ses intrigues passagères et ses folies amoureuses. Gai, gracieux, bon caractère. Abhorre le crime, n'a aucun goût pour le sang.
- Robert, duc d'Albany, frère du roi. Pas plus guerrier que son frère, mais d'un caractère bien plus décidé. Une austérité affectée. Ambitieux, cupide, rusé. Politique habile, plein de sang-froid, artificieux. Il a une puissante influence sur le roi. Personnage historique.
- George, comte de Dunbar et de March[8]. Membre du conseil du roi. Orgueilleux. Hardi, mais inconstant. Des manières agréables, mais un caractère irritable et prompt. Il a « les vices et les vertus des caractères irrésolus ». Sa fille Élisabeth était promise au prince héritier, qui l'aimait, et qui fut pourtant obligé d'épouser la fille du comte de Douglas. March en garde une terrible rancune. Complote avec les Anglais en vue d'une invasion de l'Écosse. Personnage historique.

(dans le roman, Archibald III et Archibald IV ne font qu'un)
|                               |                               |                               |                               |                                                          |                                                          |                                                          |                                                          |                                                          |                                                          |                 |                 |                 |                 |  |  |                              |                              |                              |                              |                              |                              |                        |                        | Robert II Stuart roi d'Écosse |                        |                 |                 |                            |                            |                            |                            |                            |                            |  |  |  |  |  |  |  |  |  |  |  |  |  |  |
|                               |                               |                               |                               |                                                          |                                                          |                                                          |                                                          |                                                          |                                                          |                 |                 |                 |                 |  |  |                              |                              |                              |                              |                              |                              |                        |                        |                               |                        |                 |                 |                            |                            |                            |                            |                            |                            |  |  |  |  |  |  |  |  |  |  |  |  |  |  |
|                               |                               |                               |                               |                                                          |                                                          |                                                          |                                                          |                                                          |                                                          |                 |                 |                 |                 |  |  |                              |                              |                              |                              |                              |                              |                        |                        |                               |                        |                 |                 |                            |                            |                            |                            |                            |                            |  |  |  |  |  |  |  |  |  |  |  |  |  |  |
|                               |                               |                               |                               | Archibald le Sinistre 3e comte de Douglas (mort en 1400) | Archibald le Sinistre 3e comte de Douglas (mort en 1400) | Archibald le Sinistre 3e comte de Douglas (mort en 1400) | Archibald le Sinistre 3e comte de Douglas (mort en 1400) | Archibald le Sinistre 3e comte de Douglas (mort en 1400) | Archibald le Sinistre 3e comte de Douglas (mort en 1400) |                 |                 |                 |                 |  |  |                              |                              |                              |                              | John Stuart Robert III       | John Stuart Robert III       | John Stuart Robert III | John Stuart Robert III | John Stuart Robert III        | John Stuart Robert III |                 |                 | Robert Stuart duc d'Albany | Robert Stuart duc d'Albany | Robert Stuart duc d'Albany | Robert Stuart duc d'Albany | Robert Stuart duc d'Albany | Robert Stuart duc d'Albany |  |  |  |  |  |  |  |  |  |  |  |  |  |  |
|                               |                               |                               |                               | Archibald le Sinistre 3e comte de Douglas (mort en 1400) | Archibald le Sinistre 3e comte de Douglas (mort en 1400) | Archibald le Sinistre 3e comte de Douglas (mort en 1400) | Archibald le Sinistre 3e comte de Douglas (mort en 1400) | Archibald le Sinistre 3e comte de Douglas (mort en 1400) | Archibald le Sinistre 3e comte de Douglas (mort en 1400) |                 |                 |                 |                 |  |  |                              |                              |                              |                              | John Stuart Robert III       | John Stuart Robert III       | John Stuart Robert III | John Stuart Robert III | John Stuart Robert III        | John Stuart Robert III |                 |                 | Robert Stuart duc d'Albany | Robert Stuart duc d'Albany | Robert Stuart duc d'Albany | Robert Stuart duc d'Albany | Robert Stuart duc d'Albany | Robert Stuart duc d'Albany |  |  |  |  |  |  |  |  |  |  |  |  |  |  |
|                               |                               |                               |                               |                                                          |                                                          |                                                          |                                                          |                                                          |                                                          |                 |                 |                 |                 |  |  |                              |                              |                              |                              |                              |                              |                        |                        |                               |                        |                 |                 |                            |                            |                            |                            |                            |                            |  |  |  |  |  |  |  |  |  |  |  |  |  |  |
| Archibald 4e comte de Douglas | Archibald 4e comte de Douglas | Archibald 4e comte de Douglas | Archibald 4e comte de Douglas | Archibald 4e comte de Douglas                            | Archibald 4e comte de Douglas                            |                                                          |                                                          | Marjory Douglas                                          | Marjory Douglas                                          | Marjory Douglas | Marjory Douglas | Marjory Douglas | Marjory Douglas |  |  | David Stuart duc de Rothesay | David Stuart duc de Rothesay | David Stuart duc de Rothesay | David Stuart duc de Rothesay | David Stuart duc de Rothesay | David Stuart duc de Rothesay |                        |                        | Margaret Stuart               | Margaret Stuart        | Margaret Stuart | Margaret Stuart | Margaret Stuart            | Margaret Stuart            |                            |                            |                            |                            |  |  |  |  |  |  |  |  |  |  |  |  |  |  |
| Archibald 4e comte de Douglas | Archibald 4e comte de Douglas | Archibald 4e comte de Douglas | Archibald 4e comte de Douglas | Archibald 4e comte de Douglas                            | Archibald 4e comte de Douglas                            |                                                          |                                                          |                                                          | Marjory Douglas                                          | Marjory Douglas | Marjory Douglas | Marjory Douglas | Marjory Douglas |  |  | David Stuart duc de Rothesay | David Stuart duc de Rothesay | David Stuart duc de Rothesay | David Stuart duc de Rothesay | David Stuart duc de Rothesay | David Stuart duc de Rothesay |                        |                        | Margaret Stuart               | Margaret Stuart        | Margaret Stuart | Margaret Stuart | Margaret Stuart            | Margaret Stuart            |                            |                            |                            |                            |  |  |  |  |  |  |  |  |  |  |  |  |  |  |
|                               |                               |                               |                               |                                                          |                                                          |                                                          |                                                          |                                                          |                                                          |                 |                 |                 |                 |  |  |                              |                              |                              |                              |                              |                              |                        |                        |                               |                        |                 |                 |                            |                            |                            |                            |                            |                            |  |  |  |  |  |  |  |  |  |  |  |  |  |  |
|                               |                               |                               |                               |                                                          |                                                          |                                                          |                                                          |                                                          |                                                          |                 |                 |                 |                 |  |  |                              |                              |                              |                              |                              |                              |                        |                        |                               |                        |                 |                 |                            |                            |                            |                            |                            |                            |  |  |  |  |  |  |  |  |  |  |  |  |  |  |

- Archibald, comte de Douglas, dit Douglas le Noir, dit le Malencontreux. Gendre de Robert III. Beau-père du duc de Rothsay. Membre du conseil du roi. Prudent, valeureux, formidable, dangereux. Un orgueil indomptable, une soif de vengeance « plus que féodale ». Scott condensant la chronologie, il mêle deux personnages historiques, père et fils. Le Douglas du roman s'inspire :
  - d'Archibald le Sinistre, ou le Hideux (the Grim), ou le Noir, 3e comte de Douglas, beau-père du duc de Rothesay, mort en 1400 ;
  - d'Archibald, 4e comte de Douglas, gendre de Robert III. En 1402, il est impliqué dans la mort du duc de Rothesay.
- Louise, peut-être 25 ans, chanteuse ambulante provençale. Des manières vives, des réparties promptes. Cependant elle n'a pas, dans ses saillies les plus gaies, la hardiesse et l'effronterie habituelles aux chanteuses. Cache les chagrins sous un sourire.
- Sir John Ramorny, « galant chevalier qui mène une joyeuse vie de garçon ». Mentor, puis grand écuyer et favori du duc de Rothsay. Il dirige et divertit le prince. Libertin ambitieux, impérieux, méprisant, orgueilleux, égoïste, possédé du « diable du sophisme ». Il reproche à Rothsay d'être cause de sa mutilation, d'en parler sur le ton du sarcasme ou de l'impatience, d'avoir accepté de le chasser et enfin de ne l'avoir qu'à moitié dédouané dans une affaire de meurtre.
- MacLouis, commandant des Brandanes, la garde du roi[37].
- Antony Bonthron, assassin ivrogne, exécuteur des basses œuvres de Ramorny.
- Lindsay, comte de Crawford, quinze ans. A déjà « les passions fougueuses et la détermination fixe d'un homme de trente ans ». Jouit d'une grande estime parmi ses voisins des Highlands.
- Comte d'Errol, lord grand connétable. Un air grave, une faible autorité.
- Mère Marthe, abbesse d'Elcho (en), près de Perth. Parente de la mère de Catherine. Informée de l'influence du père Clement sur la jeune fille, mère Marthe convient avec les dominicains de faire chanter Catherine pour se partager les biens du vieux Simon Glover : père et fille n'échapperont au bûcher que si Catherine prend le voile[38].
- Torquil du Chêne, Highlander, géant à cheveux gris, ancien forestier, père nourricier d'Eachin. Fidèle, loyal. C'est un taishatar, c'est-à-dire qu'il a une seconde vue et qu'on le croit en liaison avec le monde invisible. Il a huit fils, tout aussi grands et vigoureux que lui, et une fille, Eva.
- Lady Marjory, fille du comte de Douglas, épouse délaissée du duc de Rothsay. Dépourvue d'attraits, elle est jalouse des belles femmes. Elle est malheureuse, ce qui la rend atrabilaire, hautaine, impérieuse. Mais son âme est pleine de noblesse, et sa parole inviolable. Elle réside au château de Falkland, qui appartient au duc d'Albany. Historiquement, Marjory est la fille d'Archibald le Sinistre, le 3e comte de Douglas.
- Kitt Henshaw, batelier sur le Tay. Affidé de sir Patrice. Adroit, astucieux. Il est allé autrefois jusqu'à Campvere, ce qui lui vaut le respect de son patron. Retourné par Ramorny.
- Niel Booshalloch, Highlander, bouvier gardant les nombreux troupeaux appartenant au chef du clan Quhele.
- Norman nan Ord (Norman fils du marteau), forgeron des Highlands, un des huit fils de Torquil du Chêne. Comme son père et ses frères, il est un des gardes personnels d'Eachin.

## Thèmes principaux

### Les fauteurs de troubles: roi, religieux et nobles
La période de violence furieuse que traverse l'Écosse est due, selon l'auteur, au caractère d'un roi « bon mais faible ». Il aurait fallu pour gouverner les belliqueux Écossais de cette époque « un guerrier prompt et actif, libéral à récompenser les services, sévère à punir les crimes, et dont toute la conduite aurait inspiré la crainte aussi bien que l'affection. Robert III offrait en sa personne précisément le revers de ce portrait. »
Le roi se compromet avec les religieux au point d'être hébergé par eux. Et ces religieux sont si cupides qu'il n'hésitent pas à conduire au bûcher ceux qui dénoncent leur corruption — et même les riches fidèles innocents, pour s'emparer de leurs biens.
Chacun des romans historiques de Scott est une leçon qui renvoie à un présent où le commerce anglais et le protestantisme triomphent d'une noblesse catholique irréaliste. Scott, « l'Homère de la bourgeoisie moderne », peint dans La Jolie Fille de Perth les massacres absurdes dont sont friands des Highlanders surgis d'un temps révolu, les assassinats perpétrés par des nobles dénaturés poussant trop loin l'ambition et la rancune. Les bourgeois sont excédés par les caprices et les écarts de ces nobles. Comme dans Redgauntlet, l'homme de loi Scott se montre ennemi des désordres. À la violence du plus fort, il préfère des lois protégeant les personnes et leurs biens.

### Les rapports de chacun avec la violence et la peur

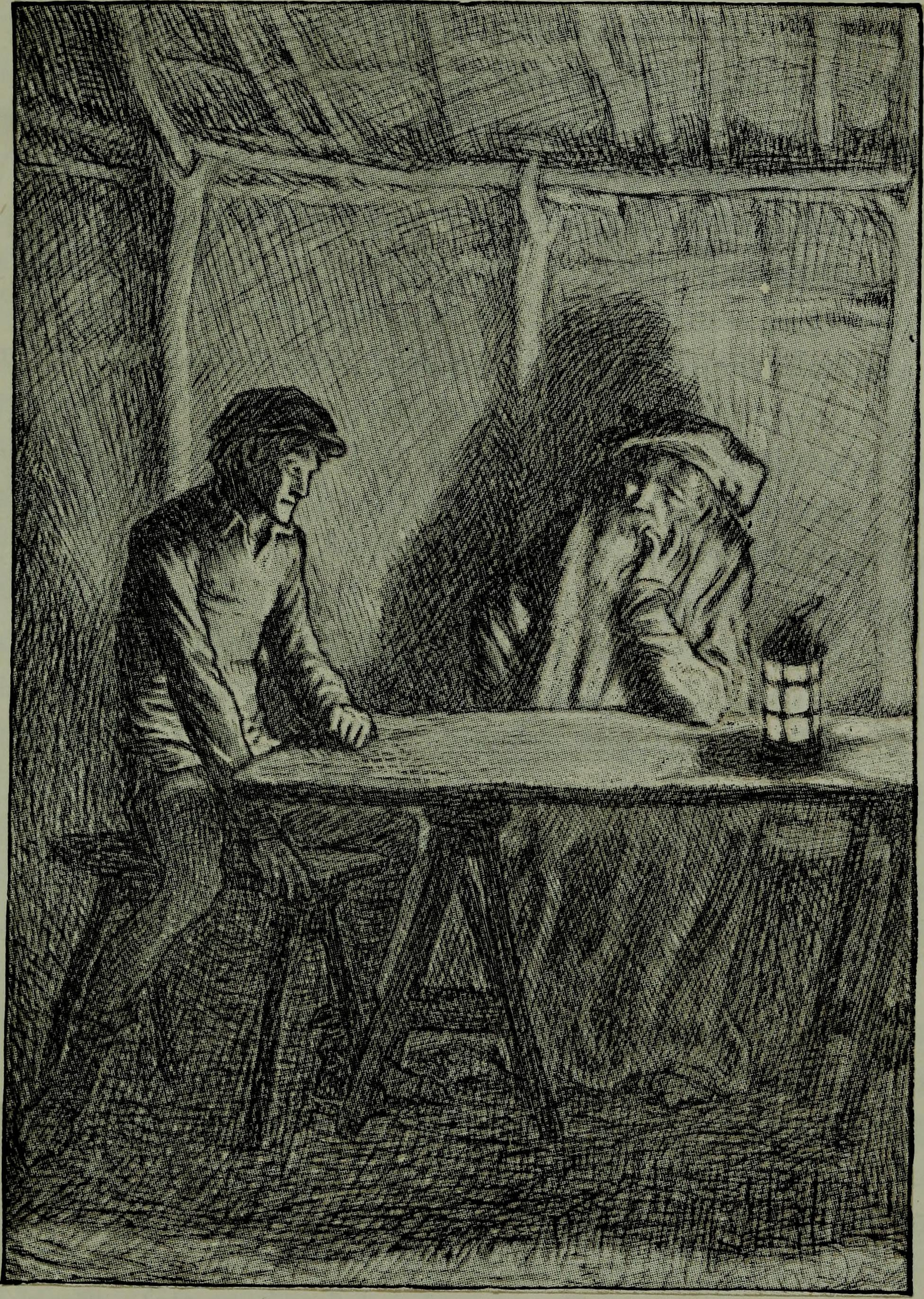
En pleine nuit, Eachin vient interroger Simon Glover sur le courage et la peur.

En un siècle aussi agité, le courage physique de chacun est scruté avec attention. Le roi s'est battu honorablement par le passé, mais il n'a jamais manifesté un amour de la guerre immodéré. Pire, depuis un accident de tournoi, il ne peut ferrailler sur un champ de bataille ni dans la lice : « Cet accident, ou pour mieux dire les suites de cet accident, l'abaissèrent aux yeux d'une noblesse fière et d'un peuple belliqueux. » Son frère, le duc d'Albany, manque de courage. Si la chose venait à se savoir, cela nuirait à son ambition. Aussi veille-t-il à dissimuler cette faiblesse. Le forgeron Henry est sans nuance. Sûr de sa force, il a un goût affirmé pour la querelle. Oliver Proudfut, qui cherche à l'imiter, est un fanfaron inoffensif, pas du tout taillé pour le rôle qu'il veut endosser.
Simon Glover, en bon bourgeois, n'aspire qu'à une vie tranquille. Il évite le danger autant que possible. Cependant, pour se fournir en peaux, il n'hésite pas à voyager seul, sans armes, dans les contrées sauvages des Highlands, par des chemins périlleux. Pour défendre sa ville attaquée par les Anglais, il a un jour pris les armes et s'est montré courageux au combat. Devant la violence religieuse, en revanche, il n'a d'autre solution que de fuir, et de se réfugier dans les montagnes.
Eachin s'est persuadé de sa propre lâcheté, ce qui ne sied pas évidemment au chef de clan qu'il devient. À sa demande, Simon Glover évoque son expérience unique du combat. Il livre une analyse des sentiments d'effroi et de résignation mêlés qui ont pu l'agiter avant qu'il ait lâché sa première flèche, puis du calme étrange qui s'est emparé de lui pour décocher les suivantes.
Les choses vont se passer bien différemment pour Eachin. Dans le combat des clans, il réussit longtemps à maîtriser sa peur, quand tout à coup celle-ci le submerge.

### Rôle modérateur de la femme
Un avenir selon les vœux de Scott est représenté par Catherine Glover. Entre le faible Eachin et le remuant Henry, Catherine choisit ce dernier. Elle met tout de même une condition : il doit cesser de chercher querelle à tout le monde pour des raisons futiles. Catherine veut un Henry à l'image de son propre père : bourgeois paisible au quotidien, mais capable de se comporter avec bravoure quand la violence est inévitable. Par ailleurs, la jeune fille écoute avec attention le père Clement, le préréformé, qui dénonce la corruption du clergé, le mauvais gouvernement des nobles, l'ignorance du bas peuple, et n'épargne en définitive que « la première classe de la bourgeoisie ».

## Accueil
En dépit d'un excellent accueil critique, la première série des Chroniques de la Canongate n'a pas enthousiasmé les lecteurs : les nouvelles étaient jugées trop courtes et trop peu consistantes. La Jolie Fille de Perth, au contraire, connaît un succès public immense et immédiat. Et la critique lui est presque unanimement favorable. L'Athenaeum déclare que le roman peut être rangé parmi les meilleures et les plus admirables œuvres de l'auteur. La Jolie Fille de Perth représente, avec Redgauntlet (1824), l'un des sommets de la carrière tardive de Scott. C'est l'un de ses deux plus grands succès commerciaux d'après 1825, l'autre étant Anne de Geierstein (1829).

## Premières traductions

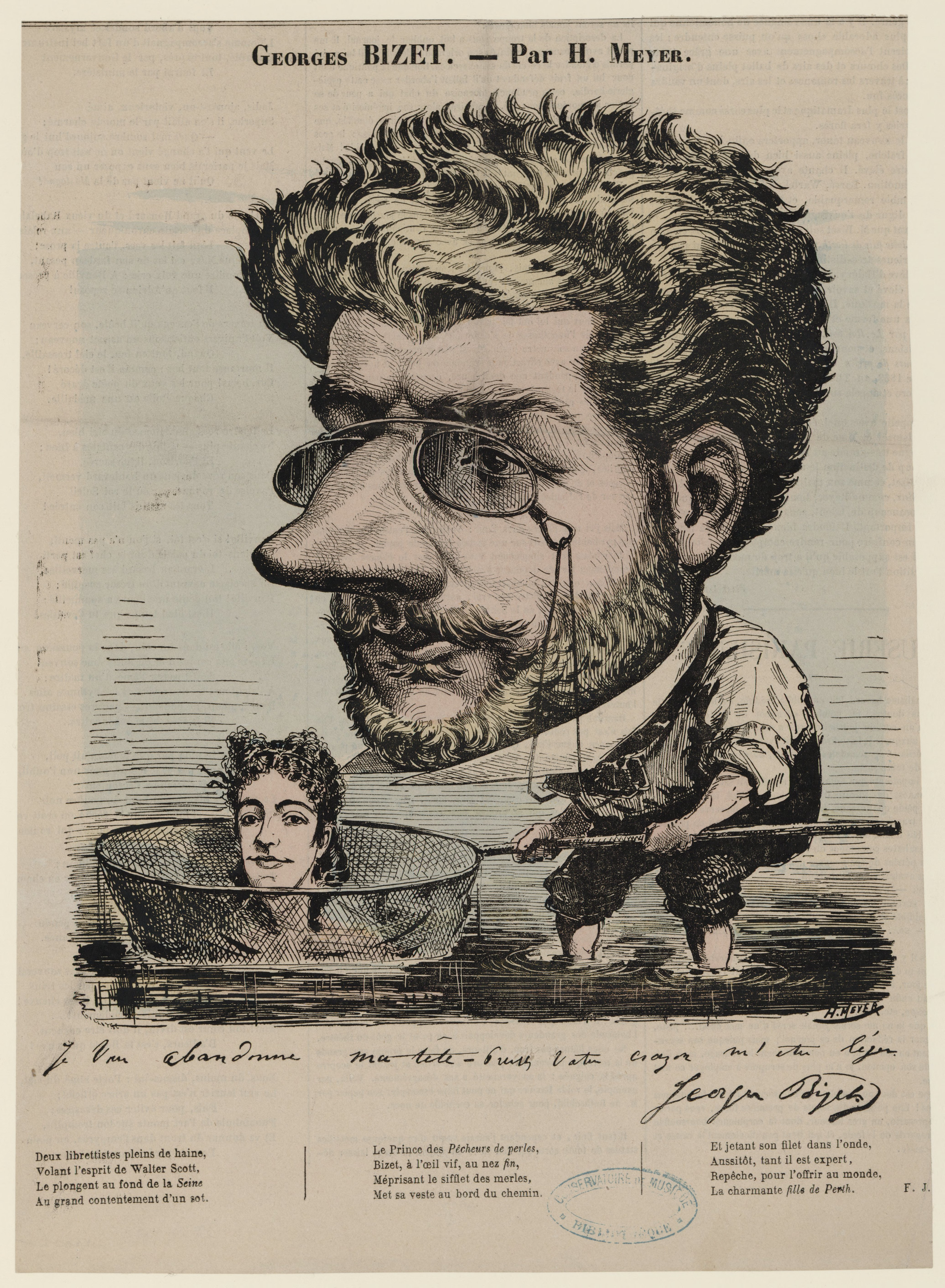
Caricature parue trois mois avant la création de l'opéra La Jolie Fille de Perth. Elle dénigre le travail des librettistes, qui ont plongé l'esprit de Walter Scott au fond de la Seine. La Jolie Fille de Perth est « repêchée » par Bizet.

- La Jolie Fille de Perth ou le Jour de Saint-Valentin, trad. Auguste-Jean-Baptiste Defauconpret, Paris, Gosselin, 1828, 4 vol. in-12.
- Le Jour de la Saint-Valentin, seconde série des Chroniques de la Canongate, trad. Albert Montémont, Paris, Armand Aubrée, 1831, in-8.
- La Jolie Fille de Perth, trad. Amédée et Pierre Chaillot, Avignon, Chaillot , 1837, 5 vol. in-18[52].

## Adaptations

### Opéra
Le roman inspire à Georges Bizet l'opéra La Jolie Fille de Perth, sur un livret de Vernoy de Saint-Georges et Jules Adenis. Il est créé le 26 décembre 1867 au Théâtre-Lyrique de Paris. Si on le compare aux autres opéras tirés de l'œuvre de Scott (au nombre d'une cinquantaine), on trouve dans La Jolie Fille de Perth, selon Gilles Couderc, bien peu de choses du roman : « peu d’Écosse, une absence remarquable de couleur locale ou historique, des personnages vaguement inspirés de Scott… »

### Cinéma
- The Fair Maid of Perth (1923), film britannique muet en noir et blanc d'Edwin Greenwood[54].
- The Fair Maid of Perth (1926), court métrage noir et blanc britannique de Miles Mander[55].